# Brigitte Köck
Brigitte Köck (ur. 18 maja 1970 w Innsbrucku) – austriacka snowboardzistka, brązowa medalistka olimpijska.

## Kariera
Po raz pierwszy na arenie międzynarodowej pojawiła się 5 stycznia 1997 roku w Spitzingsee, gdzie w zawodach FIS Race zajęła szóste miejsce w gigancie. W zawodach Pucharu Świata zadebiutowała 14 lutego 1997 roku w Yakebitaiyamie, zajmując drugie miejsce w tej samej konkurencji. Tym samym już w swoim debiucie nie tylko zdobyła pierwsze pucharowe punkty, ale od razu stanęła na podium. W zawodach tych rozdzieliła Francuzkę Karine Ruby i swą rodaczkę, Birgit Herbert. W kolejnych startach jeszcze jeden raz stanęła na podium zawodów PŚ: 15 lutego 1997 roku w tej samej miejscowości triumfowała w gigancie. Najlepsze wyniki osiągnęła w sezonie 1996/1997, kiedy to zajęła 45. miejsce w klasyfikacji generalnej.
Jej największym sukcesem jest brązowy medal w gigancie wywalczony na igrzyskach olimpijskich w Nagano w 1998 roku. Lepsze okazały się tam tylko Karine Ruby i Niemka Heidi Renoth. Był to jej jedyny medal wywalczony na międzynarodowej imprezie tej rangi oraz jej jedyny start olimpijski. Nie startowała na mistrzostwach świata.
W 2002 r. zakończyła karierę.

## Osiągnięcia

### Igrzyska olimpijskie
| Miejsce | Dzień    | Rok  | Miejscowość | Konkurencja | Zwyciężczyni |
| ------- | -------- | ---- | ----------- | ----------- | ------------ |
| 3.      | 9 lutego | 1998 | Nagano      | Gigant      | Karine Ruby  |

### Puchar Świata

#### Miejsca w klasyfikacji generalnej
- sezon 1996/1997: 45.
- sezon 1997/1998: 103.
- sezon 2000/2001: -
- sezon 2001/2002: -

#### Miejsca na podium
1. Yakebitaiyama – 14 lutego 1997 (gigant) - 2. miejsce
2. Yakebitaiyama – 15 lutego 1997 (gigant) - 1. miejsce